# Stenopogon lehri
Stenopogon lehri là một loài ruồi trong họ Asilidae. Stenopogon lehri được Londt miêu tả năm 1999. Loài này phân bố ở vùng nhiệt đới châu Phi.